# Bacino di Taoudeni

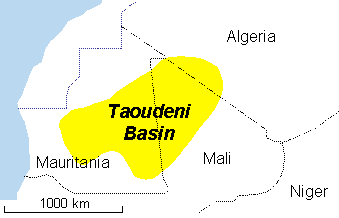
Estensione approssimativa del bacino di Taoudeni

Principali bacini sedimentari dell'Africa Occidentale

Il bacino di Taoudeni è un'importante struttura geologica dell'Africa occidentale che prende il nome dal villaggio di Taoudeni, un centro minerario nel Mali settentrionale. Copre gran parte del cratone dell'Africa occidentale in Mauritania e Mali. La sua importanza è anche relazionata alla possibile presenza di riserve petrolifere.
Si tratta del più grande bacino sedimentario dell'Africa Nordoccidentale, formatosi durante il Proterozoico medio-superiore, e subsidente sino all'orogenesi ercinica del medio Paleozoico, che lo ha sollevato e deformato. I sedimenti del tardo Precambriano e del Paleozoico che lo compongono sono spessi fino a 6 km, con uno spessore crescente nella metà occidentale del bacino. Trivellazioni esplorative a partire dagli anni 80 del secolo scorso, hanno rinvenuto indicatori della presenza di petrolio negli strati del Precambriano superiore, del Siluriano e del Devoniano superiore.

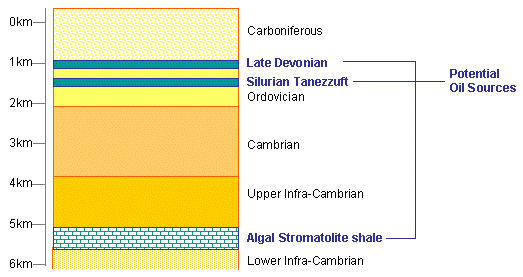
Possibile sezione del bacino di Taoudeni centrale

Il governo del Mali, uno dei paesi più poveri del mondo, è ansioso di creare una industria petrolifera, e alcune compagnie,tra cui Baraka Petroleum, Sonatrach, Eni, Total, Woodside e China National Petroleum Corporation, hanno già iniziato campagne esplorative., tuttavia le difficoltà di accesso all'area e l'ambiente ostile del deserto del Sahara rendono per ora l'attività estrattiva troppo costosa.